# Jeitagrottan
Jeitagrottan (arabiska: مغارة جعيتا) består av två skilda, men hopkopplade, karstgrottor med en total längd på 9 kilometer. Grottorna ligger i Nahr el Kalbdalen i närheten av staden Jeita, 18 kilometer norr om Libanons huvudstad Beirut. Den nedersta grottan var troligen bebodd i förhistorisk tid men återupptäcktes år 1836 av prästen  William Thomson. Den underjordiska floden som rinner genom grottan är dricksvattenkälla för mer än en miljon libaneser. Den nedersta grottan är 7,8 kilometer lång och kan bara besökas med båt under sommaren.
År 1958 upptäcktes det övre galleriet, 60 meter över den nedersta grottan, av libanesiska grottforskare. Det består av flera salar varav den största är 120 meter hög. I det övre galleriet finns en 8,2 meter lång stalaktit, en av världens längsta. Galleriet kan besökas till fots via 120 meter lång betongtunnel och en omkring 750 meter lång stig. En liten kabinbana förbinder nedre grottan med övre galleriet.

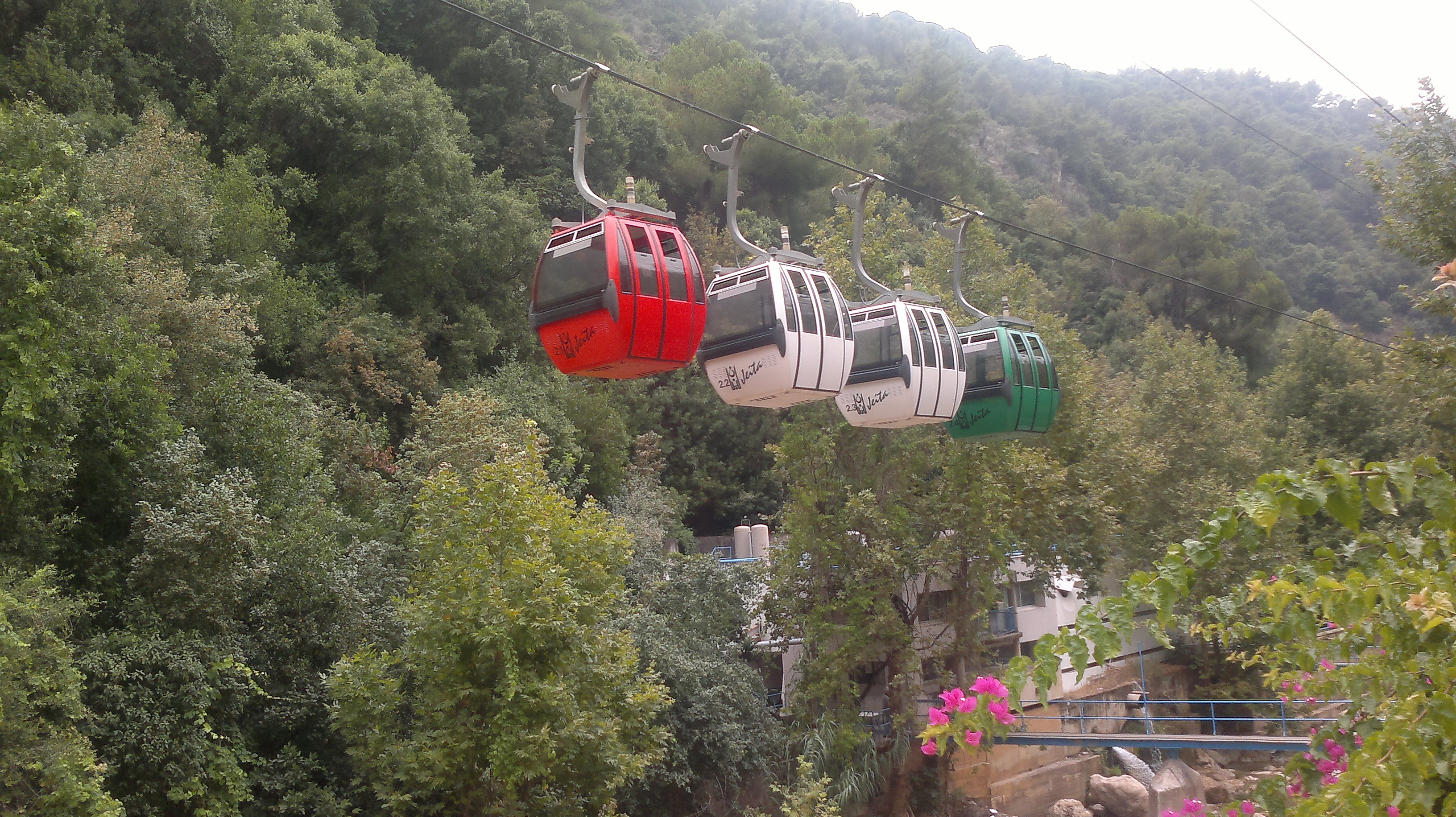
Kabinbanan.

Jeitagrottan är ett av Libanons mest besökta turistmål och var  finalist i en tävling om världens sju nya naturliga underverk.